# Santa Caterina dello Ionio
Santa Caterina dello Ionio is een gemeente in de Italiaanse provincie Catanzaro (regio Calabrië) en telt 2222 inwoners (31-12-2004). De oppervlakte bedraagt 41,2 km², de bevolkingsdichtheid is 56 inwoners per km².

## Demografie
Santa Caterina dello Ionio telt ongeveer 761 huishoudens. Het aantal inwoners steeg in de periode 1991-2001 met 0,0% volgens cijfers uit de tienjaarlijkse volkstellingen van ISTAT.
| Jaar | Inwoneraantal |
| ---- | ------------- |
| 1991 | 2280          |
| 2001 | 2280          |

## Geografie
Santa Caterina dello Ionio grenst aan de volgende gemeenten: Badolato, Brognaturo (VV), Guardavalle.